# ドラマ原作大賞
ドラマ原作大賞（ドラマげんさくたいしょう）は、講談社とTBSテレビの主催により行われる公募文学賞である。受賞者には賞金100万円が授与され、受賞作は講談社により書籍化される。また、TBSテレビとTBSラジオでドラマ化される。

## 受賞作一覧
- 第1回（2007年） - 安藤祐介『被取締役新入社員』・選考委員特別賞 - 久保寺健彦『すべての若き野郎ども』
- 第2回（2009年） - 松田奈月『記憶の海』 - テレビドラマは2010年3月22日から25日にかけて4夜連続でTBSテレビ系で全国放送、ラジオドラマは3月28日にTBSラジオで放送される。
- 第3回（2011年） - 大山淳子『猫弁』 - 原作本は2012年3月発売、テレビドラマは2012年4月・2013年4月22日の放送、ラジオドラマは2012年5月15日放送。
- 第4回（2013年） - 該当作なし

## 選考委員
- 講談社 - 文芸・コミック・雑誌の各編集者
- TBSテレビ - 制作局・編成局・コンテンツ事業局・メディア推進局の各プロデューサー
- TBSラジオ&コミュニケーションズ - 編成局・事業局の各プロデューサー